# Wolfgang Heimlich
Wolfgang Heimlich   (Ruszowice, 1 de març de 1917 - valor desconegut) fou un nedador alemany, especialista en estil lliure, que va competir durant la dècada de 1930.
El 1936 va prendre part en els Jocs Olímpics d'Estiu de Berlín, on fou cinquè en la prova dels 4x200 metres lliures del programa de natació.
En el seu palmarès destaca una medalla d'or en els 4x200 metres lliures del Campionat d'Europa de natació de 1938.